# John T. Essberger
John Theodor Leonard Essberger (* 19. Februar 1886 in München; † 8. Juli 1959 in Hamburg) war ein deutscher Reeder.

## Leben

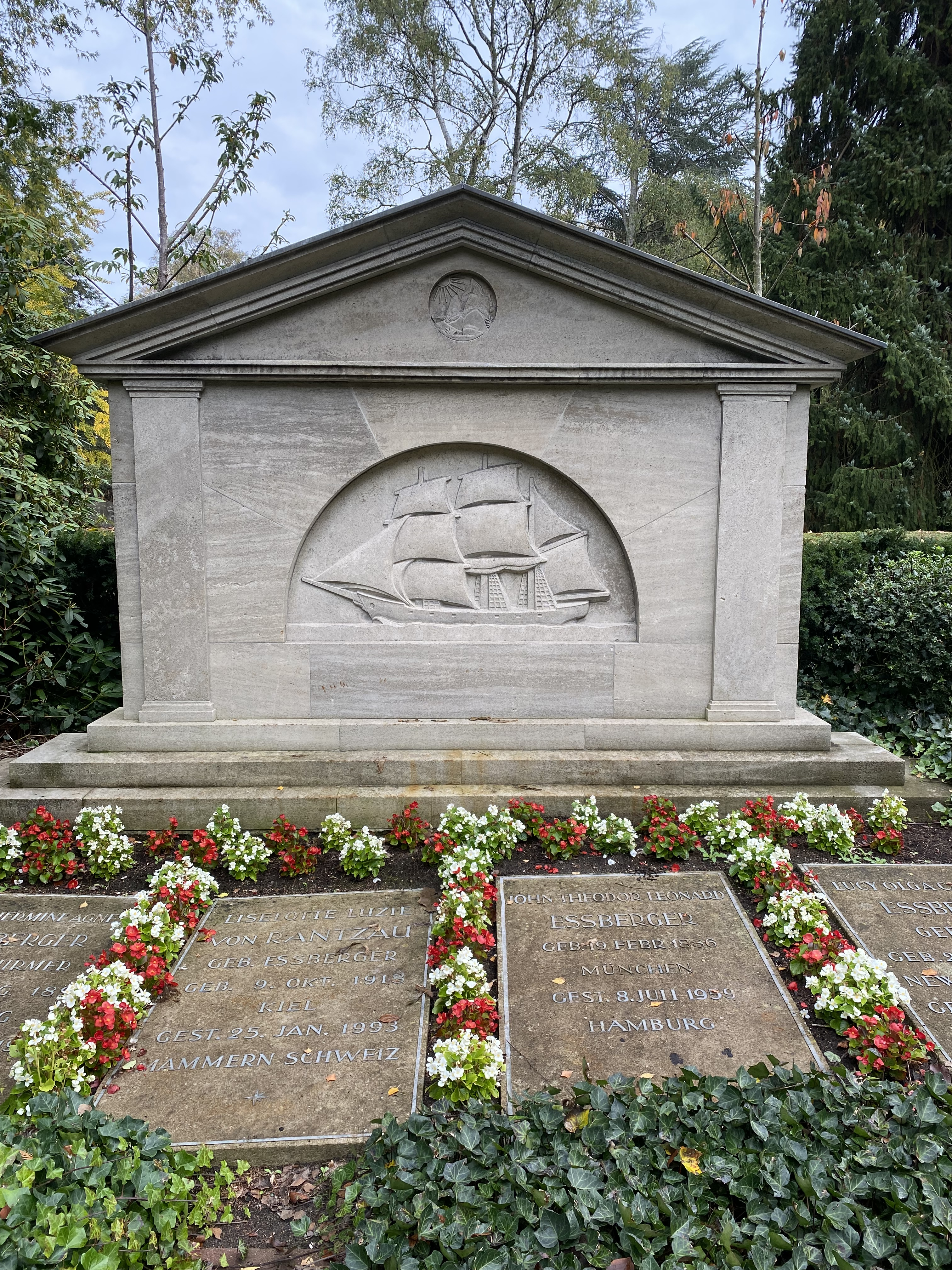
Grabplatte (rechts) in der Familiengrabstätte

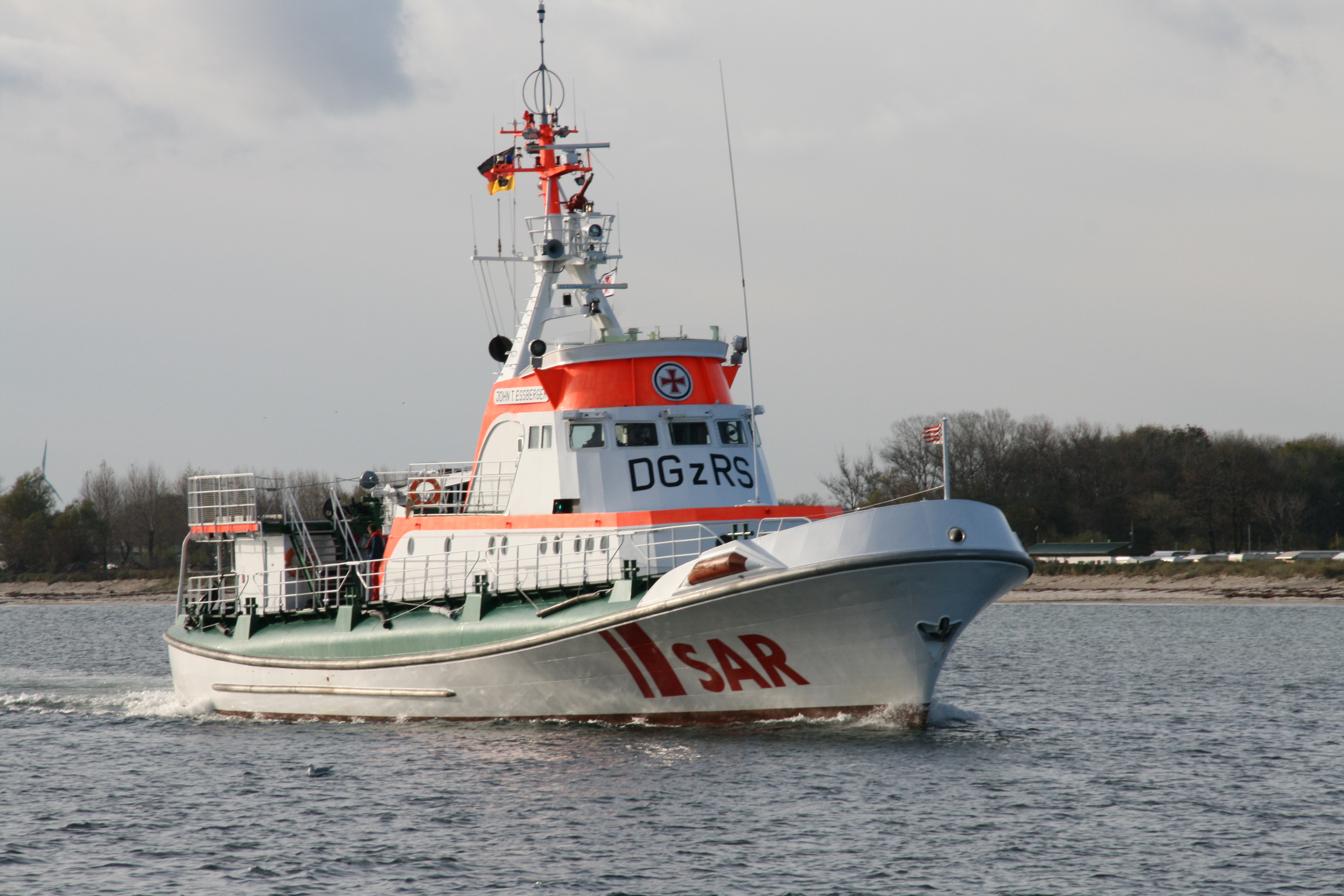
Seenotrettungskreuzer John T. Essberger

Sein Vater, John Augustus Essberger, war Direktor und Teilhaber der Schiffsunion Elektrizitätsgesellschaft und der John Essberger & Co. GmbH.
Der gebürtige Brite John Theodor Essberger absolvierte 1906 das Abitur am Askanischen Gymnasium in Berlin, ließ sich im selben Jahr einbürgern und trat im gleichen Jahr in Kaiserliche Marine als Seeoffiziersanwärter ein. Während des Ersten Weltkriegs war er jeweils zuerst Wachoffizier und anschließend Kommandant auf den Torpedobooten S 144 und folgend B 109. Nach dem Krieg betätigte er sich in Hamburg in der Handelsschifffahrt. 1924 beendete er aus wirtschaftlichen Erwägungen heraus seinen Dienst bei der Reichsmarine und gründete mit einem Marinekameraden die Atlantik-Tank-Reederei GmbH. Er trennte sich 1928 von diesem Mitgesellschafter und benannte die Firma 1936 in John T. Essberger um. Das Unternehmen besaß eine umfangreiche Flotte.
Im Juli 1929 heiratete Essberger seine zweite Frau Elsa, die als kunstsinnige Mäzenin bekannt war, drei „halbjüdische“ Kinder aus ihrer Verbindung mit dem 1926 verstorbenen Zigarrenfabrikanten Jacob Wolff in die Ehe mitbrachte und an der Seite des einstigen Jagdfliegers Hermann Göring tafelte, eines Staffelkameraden ihres ersten Mannes. Auch Essberger förderte Musiker und galt selbst als begabter Violinist.
1933 erwarb er das Landhaus Peter Godeffroy, das heute auch unter dem Namen Weißes Haus in Hamburg bekannt ist. Im gleichen Jahr wurde er Vorsitzender des Verbandes Deutscher Reeder. In dieser Funktion wurde er als Führer der Deutschen Seeschifffahrt bezeichnet.
1942 übernahm Essberger zwei Konkurrenzunternehmen im Bereich Afrikahandel: die 1885 gegründete Woermann-Linie und die 1890 gegründete Deutsche Ost-Afrika Linie. Diese Linien führte er mit seinem eigenen Unternehmen nach Ende des Zweiten Weltkriegs unter dem Namen Deutsche Afrika-Linien zusammen. Seine beschlagnahmte Flotte baute er komplett neu auf. Seine Tochter Liselotte von Rantzau-Essberger führte das Unternehmen nach seinem Tod weiter.
Essberger wurde in der Familiengrabstätte auf dem Nienstedtener Friedhof beigesetzt. Nach Essberger wurde der 1975 bis 2011 eingesetzte Seenotkreuzer John T. Essberger der Deutschen Gesellschaft zur Rettung Schiffbrüchiger benannt.

## Werke
- Die Lage der deutschen Seeschiffahrt (1937)
- Die Deutsche Seeschifffahrt (1938)